# 莱安德罗·莫斯卡
莱安德罗·奥西比奥·莫斯卡（義大利語：Leandro Ausibio Mosca，2000年9月5日—），意大利雷卡纳蒂人，职业排球运动员，效力于意超的维罗纳排球俱乐部和意大利国家队，司职副攻。2022年世锦赛上，莫斯卡随国家队夺得冠军；2023年欧锦赛上，莫斯卡获得亚军。